# Gesualdo da Venosa
Gesualdo da Venosa (sau Carlo Gesualdo), (n. 8 martie 1566, Venosa, Basilicata, Italia – d. 8 septembrie 1613, Gesualdo, Campania, Italia) a fost un compozitor italian renascentist. A aparținut unei familii nobiliare foarte bogate din sudul Italiei. De mic și-a manifestat înclinația către muzică și a urmat studii de specialitate foarte temeinice. Încă din adolescență compune cu o mare ușurință și cântă cu virtuozitate la lăută. După anul 1590, biografia sa devine controversată.
Opera sa se remarcă printr-o expresivitate ieșită din comun și prin folosirea îndrăzneață a armoniilor cromatice, într-un mod nemaiîntâlnit până la el.
Creații:
- Muzică laică: 7 volume de madrigale (ultimul, publicat postum în 1694).
- Muzică religioasă: două cărți de Sacrae cantiones.

## Media
| (audio)                                            | \| Dieu qu il la fait bon regarder (info) \| \| Înregistrare MIT Chamber Chorus \| \| moro lasso al mio duolo (info) \| \| Înregistrare MIT Chamber Chorus \| \| Probleme în audiția fișierelor? Vezi ajutor media. \| |
| Dieu qu il la fait bon regarder (info)             | |
| Înregistrare MIT Chamber Chorus                    | |
| moro lasso al mio duolo (info)                     | |
| Înregistrare MIT Chamber Chorus                    | |
| Probleme în audiția fișierelor? Vezi ajutor media. | |